# Gniewoszów (powiat kłodzki)

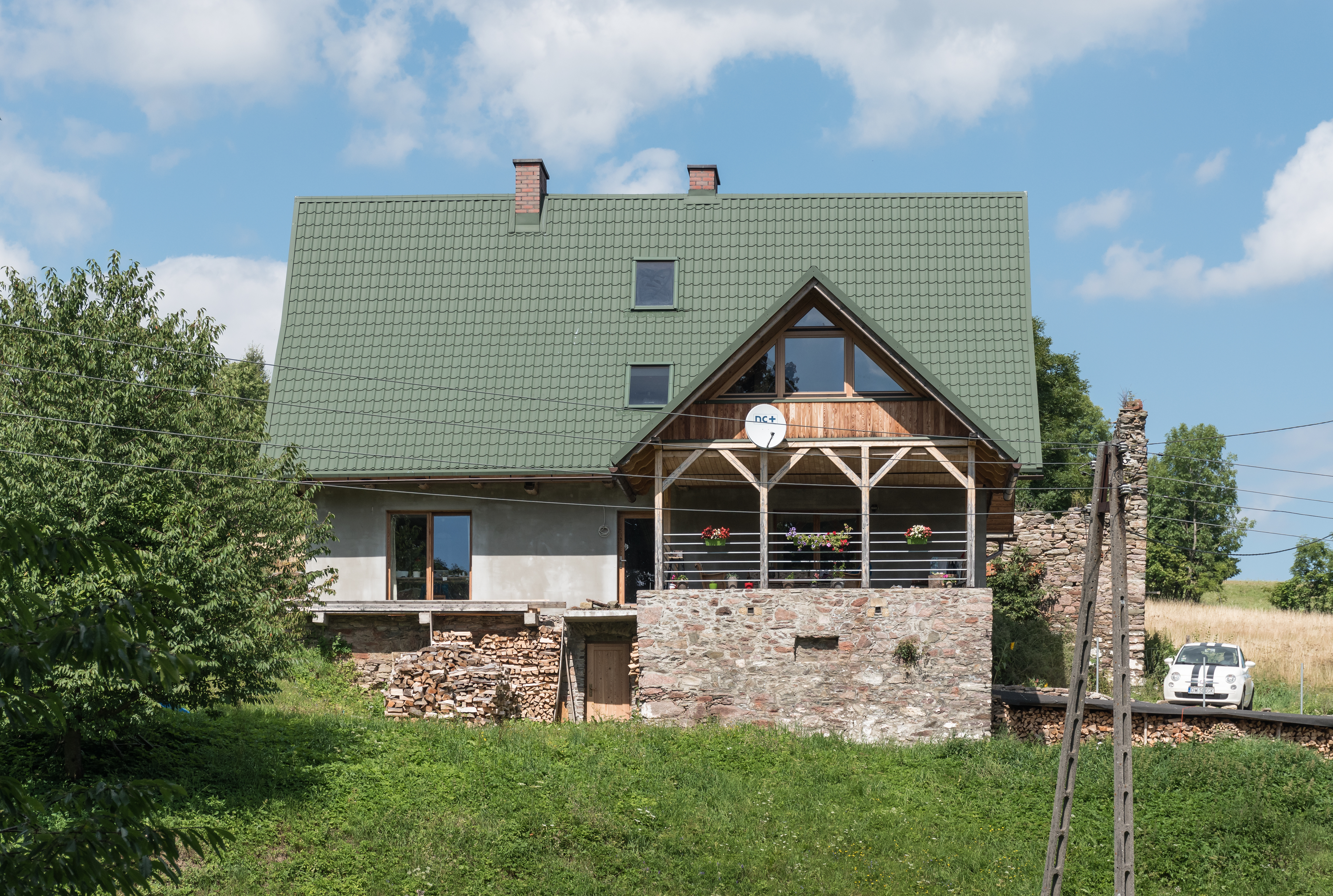
Dom nr 20 w Gniewoszowie

Gniewoszów (niem. Seitendorf) – wieś w Polsce położona w województwie dolnośląskim, w powiecie kłodzkim, w gminie Międzylesie, w Górach Bystrzyckich.

## Położenie
Gniewoszów to wieś łańcuchowa leżąca w Górach Bystrzyckich, w dolinie potoku Głownia, na zachód od szczytu Gniewosz, na wysokości około 570–760 m n.p.m.

## Podział administracyjny
W latach 1975–1998 miejscowość administracyjnie należała do województwa wałbrzyskiego.

## Historia
Gniewoszów powstał najprawdopodobniej w XIII wieku jako wieś służebna przy zamku Szczerba. Pierwszy raz miejscowość była wzmiankowana w roku 1358 przy podziale dóbr międzyleskich. W XVI i XVII wieku Gniewoszów należał do rodziny Wandlerów, w drugiej połowie XVIII wieku funkcjonowały tu szkoła i dwa młyny, a nieco później wapiennik, olejarnia, szpital oraz gospoda. W 1840 roku było tu 66 domów, w tym kościół i szkoła katolicka, 4 młyny wodne, olejarnia, kamieniołom, 2 sztolnie oraz 30 warsztatów tkackich. W tym czasie wieś była znana w całej okolicy z hodowli wołów. Na początku XX wieku Gniewoszów stał się letniskiem, ale nigdy nie zyskał większej popularności.

Po 1945 roku miejscowość utraciła funkcje letniskowe i stał się wsią wyłącznie rolniczą. W 1978 roku było tu 25 indywidualnych gospodarstw rolnych. Obecnie sytuacja demograficzna jest ustabilizowana i wsi nie zagraża zanik.

## Zabytki
Do wojewódzkiego rejestru zabytków wpisany jest obiekt:
- Kościół św. Michała Archanioła w Gniewoszowie, dawniej ewangelicki, obecnie rzymskokatolicki, filialny z 1568 r., barokowy, przebudowany w drugiej połowie XVIII w.[7]. Jest to prosta budowla z wieżą w osi z trójbocznym prezbiterium, nakryta sklepieniem kolebkowym z lunetami[6]. Wewnątrz m.in. renesansowa chrzcielnica, rokokowy ołtarz główny z ok. 1780, ołtarze boczne z ok. 1780-1790[8].

## Atrakcje turystyczne
W pobliżu Gniewoszowa znajdują się ruiny zamku Szczerba i jaskinia Solna Jama. Przez wieś przebiega także Autostrada Sudecka zwana też "trasą Göringa.

Przez Gniewoszów przechodzi  niebieski szlak turystyczny z przełęczy Spalona do Międzylesia.